# Kommissar Marthaler – Partitur des Todes
Marthaler – Partitur des Todes ist ein deutscher Fernsehfilm aus dem Jahr 2014 und die 2. Folge der Reihe Kommissar Marthaler. Der für das ZDF produzierte Kriminalfilm basiert auf dem gleichnamigen Roman aus der Marthaler-Krimireihe von Jan Seghers. Regie führte erneut Lancelot von Naso, der das Drehbuch zusammen mit Kai-Uwe Hasenheit verfasste. Der Film spielt in Frankfurt am Main und wurde auch dort sowie in Berlin gedreht.

## Handlung
Auf dem Restaurantschiff Sultan werden fünf Menschen gezielt erschossen. Ein Rentnerpaar, ein Staatssekretär und dessen Assistentin und Geliebte sowie ein unbekannter Mann. Der Besitzer des Restaurants, Erkan Önal, kann vom Schiff springen und versucht im Wasser zu fliehen. Er wird vom Mörder angeschossen und kann später schwer verletzt gerettet werden. Kommissar Marthaler und sein Team suchen nun nach dem Mörder. Nach der näheren Bestimmung der Tatwaffe, die offensichtlich vom Schwarzmarkt stammt und deren Schlagkraft erweitert wurde, gesellt sich Oliver Frantisek, ein Kollege vom LKA, zu Marthalers Team. Er gehört zu einer Sonderkommission und ist Waffenhändlern auf der Spur. Im Zuge dieser Ermittlungen kommt er nun dem Schiffs-Mörder zu nahe und wird von ihm getötet.
Aufgrund eines Zeitungsberichts über die Schießerei auf dem Schiff meldet sich eine Zeugin. Als Marthaler sie aufsuchen will, findet er sie in ihrer Wohnung ermordet vor. Marthaler und sein Team haben wenig Anhaltspunkte, die sie zum Täter führen können. Die Presse vermutet eine eskalierte Schutzgelderpressung, doch als sich herausstellt, dass wahrscheinlich eine französische Journalistin, die sich an Bord befand, entführt wurde, ergeben sich neue Ermittlungsansätze. Marthaler war es gelungen, den unbekannten Mann als Joachim Morlang, einen alten Schulkameraden von ihm, zu identifizieren. Mit ihm hatte sich die Journalistin Valerie Rouchard kurz vor ihrem Verschwinden getroffen.
Bei der Recherche über Rouchard stellt sich heraus, dass sie derzeit an einer Reportage über Arthur Hoffmann arbeitete, der als Kind in einem KZ war und dies überlebt hatte. Von seinem Vater hatte Hoffmann eine verlorengeglaubte Partitur von Jacques Offenbach erhalten, die er nun veräußern wollte. Der Kaufinteressent wollte sich mit Morlang und Rouchard auf dem Schiff treffen, um die Echtheit der Partitur zu überprüfen. Zusammen mit seinem Kollegen Carlo kann Marthaler die Partitur im Hotel finden, wo Rouchard sie versteckt hatte. Das geübte Auge des Kriminaltechnikers bemerkt schnell, dass die Partitur eine geheime Botschaft enthält. Er setzt sich mit Experten von der Goethe-Universität und dem  Fritz Bauer Institut zusammen und versucht den Text zu entschlüsseln. Das gelingt und bringt zu Tage, dass Hoffmanns Vater hier geheime Informationen über den KZ-Arzt des Lagers, in das sie deportiert worden waren, aufgeschrieben hatte. Dieser Arzt hat inzwischen zwar seinen Namen geändert, doch gelingt es Marthaler, ihn ausfindig zu machen. Dr. Horst Niehoff ist mittlerweile ein gealterter Mann, der aber um keinen Preis seine unrühmliche Vergangenheit offenbaren will. Aus diesem Grund hatte er einen Killer auf alle angesetzt, die seinem Geheimnis zu nahegekommen waren. Nun enttarnt, wählt Niehoff den Freitod. Im Zuge ihres Einsatzes kann der Killer von Marthalers neuer Kollegin Kirsten Höpfner ausgeschaltet und die entführte Valerie Rouchard in Sicherheit gebracht werden.
Es stellt sich heraus, dass es zu der massiven Schießerei auf dem Schiff nur kam, weil der Staatssekretär eine Waffe trug und sich eigentlich verteidigen wollte, da er dachte, der Überfall gelte ihm. Der Restaurantschiffbetreiber Önal erwacht auch aus dem Koma, kann sich aber an den Überfall nicht mehr erinnern.
Marthalers Beziehungsprobleme mit seiner Freundin Tereza reißen nicht ab. Sie bemängelt nach wie vor, dass er fast nie zu Hause ist, oder wenn dann zu kurz. Nach einer kleinen Beziehungspause eröffnet sie ihm, dass sie schwanger ist.

## Kritik
„Ein spannender Genrefilm, der mehr mit Stil und Look punktet als mit Handlungs- und Psycho-Logik. Sympathisch: Matthias Koeberlin als Team-fähiger Einzelgänger. Viel Fußarbeit, falsche Fährten, dicht erzählt, starke Atmo. Bei Lancelot von Naso müssen die Cops mehr „Nachtschicht“ schieben als bei Lars Becker.“

## Hintergrund
Nachdem Die Braut im Schnee quotenmäßig erfolgreich im ZDF lief, wurde eine Fortsetzung beschlossen. Die Dreharbeiten liefen von Ende Oktober bis Ende November an und wieder wurde in Frankfurt und Berlin gedreht. Die Erstaufführung war beim Festival des deutschen Films 2013. Am 10. Januar 2014 hatte Marthaler – Partitur des Todes seine Fernsehpremiere auf arte und wurde am 14. April 2014 im ZDF ausgestrahlt. Eine weitere Fortsetzung wurde nach der erfolgreichen Ur-Premiere beschlossen.
Das Buch ist das dritte der Reihe, auch der erste Film belief sich aus dem zweiten Buch. Selbst der Autor Jan Seghers hatte einen kurzen Auftritt als Musikerverleger, der von Marthaler verfolgt und beobachtet wurde.